# 아라카와 쇼지
아라카와 쇼지(일본어: 荒川 昇治, 1924년 4월 15일 ~ 1997년 1월 28일)는 일본의 전 프로 야구 선수이다. 시가현 출신이며 현역 시절 포지션은 포수였다.

## 인물
하치만 상업학교를 졸업하고 실업팀인 쇼와 제강을 거쳐 1947년 타이요 로빈스에 입단했다. 1948년 10월 5일 주니치 드래곤스전에서 끝내기 홈스틸을 기록했다.
1950년에는 주전 포수로서 98승의 승리를 따낸 투수진들을 잡아냈고 더 나아가 ‘수소 폭탄 타선’의 8번 타자를 맡아 베스트 나인(포수 부문)을 수상했다. 1951년에는 올스타전에 첫 출전했다. 1952년 다이요 웨일스에 이적했고 3년 뒤인 1955년에는 마이니치 오리온스에 이적하여 그 해를 마지막으로 현역에서 은퇴했다.
포수로서는 드물게 위에서 말한 끝내기 홈스틸을 기록한 것 외에도 1952년 시즌에는 32도루를 기록하는 등 준족의 소유자이며 주로 1, 2번 타자를 맡기도 했다. 1997년 1월 28일에 향년 72세의 나이로 사망했다.

## 상세 정보

### 출신 학교
- 하치만 상업학교

### 선수 경력
- 쇼와 제강
- 타이요 로빈스·다이요 로빈스·쇼치쿠 로빈스(1947년 ~ 1951년)
- 다이요 웨일스·다이요 쇼치쿠 로빈스(1952년 ~ 1954년)
- 마이니치 오리온스(1955년)

### 수상·타이틀 경력
- 베스트 나인 : 1회(1950년) ※포수 부문

### 개인 기록
- 올스타전 출장 : 1회(1951년)

### 등번호
- 24(1947년 ~ 1954년)
- 56(1955년)

### 연도별 타격 성적
| 연 도      | 소 속                | 경 기 | 타 석 | 타 수 | 득 점 | 안 타 | 2 루 타 | 3 루 타 | 홈 런 | 루 타 | 타 점 | 도 루 | 도 루 자 | 희 생 번 | 희 생 플 | 볼 넷 | 고 4 | 사 구 | 삼 진 | 병 살 타 | 타 율 | 출 루 율 | 장 타 율 | O P S |
| ---------- | -------------------- | ----- | ----- | ----- | ----- | ----- | ------- | ------- | ----- | ----- | ----- | ----- | -------- | -------- | -------- | ----- | ---- | ----- | ----- | -------- | ----- | -------- | -------- | ----- |
| 1947년     | 타이요 다이요 쇼치쿠 | 118   | 478   | 411   | 37    | 94    | 4       | 8       | 1     | 117   | 26    | 9     | 7        | 3        | --       | 63    | --   | 1     | 43    | --       | .229  | .333     | .285     | .617  |
| 1948년     | 타이요 다이요 쇼치쿠 | 97    | 298   | 252   | 34    | 66    | 12      | 1       | 1     | 83    | 23    | 19    | 8        | 4        | --       | 41    | --   | 1     | 11    | --       | .262  | .367     | .329     | .697  |
| 1949년     | 타이요 다이요 쇼치쿠 | 106   | 355   | 325   | 48    | 79    | 10      | 1       | 2     | 97    | 37    | 5     | 4        | 2        | --       | 26    | --   | 2     | 22    | --       | .243  | .303     | .298     | .602  |
| 1950년     | 타이요 다이요 쇼치쿠 | 132   | 552   | 473   | 88    | 127   | 13      | 12      | 3     | 173   | 51    | 25    | 8        | 0        | --       | 77    | --   | 2     | 35    | 15       | .268  | .373     | .366     | .739  |
| 1951년     | 타이요 다이요 쇼치쿠 | 103   | 458   | 392   | 61    | 108   | 9       | 6       | 5     | 144   | 42    | 15    | 6        | 11       | --       | 55    | --   | 0     | 31    | 8        | .276  | .365     | .367     | .732  |
| 1952년     | 다이요 요쇼          | 109   | 437   | 370   | 45    | 89    | 10      | 5       | 1     | 112   | 36    | 32    | 7        | 5        | --       | 60    | --   | 2     | 25    | 15       | .241  | .350     | .303     | .652  |
| 1953년     | 다이요 요쇼          | 76    | 205   | 176   | 17    | 46    | 7       | 1       | 1     | 58    | 20    | 12    | 3        | 3        | --       | 26    | --   | 0     | 17    | 6        | .261  | .356     | .330     | .686  |
| 1954년     | 다이요 요쇼          | 72    | 184   | 160   | 14    | 36    | 4       | 0       | 0     | 40    | 6     | 5     | 1        | 6        | 2        | 15    | --   | 1     | 22    | 7        | .225  | .295     | .250     | .545  |
| 1955년     | 마이니치             | 28    | 25    | 21    | 1     | 2     | 0       | 0       | 0     | 2     | 0     | 0     | 0        | 1        | 0        | 3     | 0    | 0     | 3     | 0        | .095  | .208     | .095     | .304  |
| 통산 : 9년 | 통산 : 9년           | 841   | 2992  | 2580  | 345   | 647   | 69      | 34      | 14    | 826   | 241   | 122   | 44       | 35       | 2        | 366   | 0    | 9     | 209   | 51       | .251  | .346     | .320     | .666  |

- 굵은 글씨는 시즌 최고 성적.
- 타이요(타이요 로빈스)는 1948년 다이요(다이요 로빈스)에, 1950년 쇼치쿠(쇼치쿠 로빈스)로 구단명을 변경.
- 다이요(다이요 웨일스)는 1953년 요쇼(다이요 쇼치쿠 로빈스)로 구단명을 변경.